# Marie z Berry
Marie z Berry (francouzsky Marie de Berry; 1375 – červen 1434, Lyon) byla vévodkyně z Auvergne a hraběnka z Montpensier. Zdá se, že je vyobrazena v Přebohatých hodinkách vévody z Berry, bohatě ilustrovaném rukopisu vytvořeném pro jejího otce v letech po smrti jeho synů.

## Život
Marie se narodila kolem roku 1375 jako nejmladší dítě Jana Nádherného, vévody z Berry a Jana, dcery Jana z Armagnacu. Přes svého otce, velkého sběratele starožitností, patrona umění a bibliofila, byla vnučkou francouzského krále Jana II. Měla tři bratry, Karla, Ludvíka a Jana, a starší sestru Bonu.

### Hraběnka ze Châtillonu
První z Mariiných tří manželství bylo uzavřeno 29. května 1386 v katedrále svatého Štěpána v Bourges; prvním manželem asi jedenáctileté Marie se stal Ludvík III. ze Châtillonu. Mariin otec jí dal jako věno 70 000 franků, svému zeti Ludvíkovi dal hrabství Dunois. Sňatek, spolu s nevěstinou výbavou, byl mezi oběma otci sjednán v roce 1384: "Vévoda ji oblékne a hrabě jí dá šperky". Svatební slavnosti de ces jeunes enfants ("těchto mladých dětí") jsou popsány v kronice Jeana Froissarta.

### Hraběnka z Eu
První manželství skončilo 15. července 1391 Ludvíkovou smrtí bezdětné. Dne 27. ledna 1393 byla podepsána manželská smlouva Marie a Filipa z Artois, hraběte z Eu. Svatba se konala o měsíc později v pařížském paláci Louvre v Paříži; sám král Karel VI. Francouzský zaplatil svatební slavnosti, zatímco otec dal nevěstě věno ve výši 70 000 franků. Marie povila manželovi dva syny a dvě dcery. Král Filipa v roce 1392 jmenoval konstáblem. Filip odešel na křížovou výpravu a po boku svého přítele Jeana Le Meingre, maršála Francie, bojoval 25. září 1396 v katastrofální bitvě u Nikopole. Oba byli zajati a Filip po několika měsících v Micalizu (Mihalıççık ve střední Anatolii v Turecku), zemřel.
Po Filipově smrti "mezi Saracény" bylo jeho tělo převezeno zpět do Eu. Jejich nejstarší syn Filip zemřel ještě toho roku 23. prosince a byl také pohřben v kolegiátním kostele v Eu. Společně se svou ovdovělou švagrovou Janou z Thouars byla Marie jmenována poručnicí svých tří zbylých dětí z manželství s Filipem: Karla, Bony a Kateřiny. Asi tříletý Karel se stal nástupcem svého otce jako hrabě z Eu. Jeho příjmy zatím řídili tři správci: sama Marie, její otec a její strýc Filip II. Burgundský.

### Vévodkyně z Bourbonu
Marie se potřetí provdala 21. června 1401 v Králově paláci (Palais de la Cité) v Paříži za Jana Bourbonského. Smlouva byla po složitých jednáních uzavřena v Paříži 27. května 1400. Měli spolu tři děti. Dne 18. března 1408 byl Jan jmenován nejvyšším komořím Francie a 19. srpna 1410 se stal nástupcem svého otce jako vévoda bourbonský. Mariin otec požádal krále Karla VI. , aby 25. října 1415 nebojoval v bitvě u Azincourtu, ale Mariin manžel bojoval, byl zajat a strávil zbytek života v anglickém zajetí.

### Vévodkyně z Auvergne a hraběnka z Montpensier
Všichni Mariini bratři zemřeli před rokem 1400, což vysvětluje, proč byla jednání o jejím třetím sňatku tak složitá: Marie se svou starší sestrou Bonou byly dědičkami titulů Jana z Berry. Jan z Berry zemřel 15. června 1416 (v té době byl již Mariin třetí manžel zajatcem v Anglii). Marie byla 26. dubna 1418 jmenována vévodkyní z Auvergne a hraběnkou z Montpensier; tyto tituly jí byly potvrzeny v roce 1425. Dne 17. ledna 1421 ji manžel jmenoval správkyní svých statků. Zemřel v roce 1434 v Londýně. Marie zemřela v Lyonu neznámého dne v červnu téhož roku. Byl pohřbena v opatství Souvigny.

## Potomci
- Mariino první manželství s Ludvíkem III. ze Châtillonu zůstalo bezdětné
- Ze druhého manželství s Filipem z Artois, hrabětem z Eu, měla čtyři děti:
  - Filip z Artois (? – 23. prosince 1397)
  - Karel z Artois, hrabě z Eu (1394 – 25. července 1472)
  - Bona z Artois (1396 – 17. září 1425)
  - Kateřina z Artois (1397 –1422?)
- Se třetím manželem Janem I. Bourbonským měla tři syny:
  - Karel I. Bourbonský (1401 – 4. prosince 1456)
  - Ludvík Bourbonský (1403 –1412)
  - Ludvík z Montpensier (1405 –1486)

## Vývod z předků
|               |                         |  |                        |                           |  |  |  |  |  |  |  | Karel I. z Valois |
|               |                         |  |                        |                           |  |  |  |  |  |  |  |                   |
|               | Filip VI. Francouzský   |  |                        |                           |  |  |  |  |  |  |  |                   |
|               |                         |  |                        |                           |  |  |  |  |  |  |  |                   |
|               |                         |  |                        | Markéta z Anjou           |  |  |  |  |  |  |  |                   |
|               |                         |  |                        |                           |  |  |  |  |  |  |  |                   |
|               | Jan II. Francouzský     |  |                        |                           |  |  |  |  |  |  |  |                   |
|               |                         |  |                        |                           |  |  |  |  |  |  |  |                   |
|               |                         |  |                        | Robert II. Burgundský     |  |  |  |  |  |  |  |                   |
|               |                         |  |                        |                           |  |  |  |  |  |  |  |                   |
|               | Jana Burgundská         |  |                        |                           |  |  |  |  |  |  |  |                   |
|               |                         |  |                        |                           |  |  |  |  |  |  |  |                   |
|               |                         |  |                        | Anežka Francouzská        |  |  |  |  |  |  |  |                   |
|               |                         |  |                        |                           |  |  |  |  |  |  |  |                   |
|               | Jan z Berry             |  |                        |                           |  |  |  |  |  |  |  |                   |
|               |                         |  |                        |                           |  |  |  |  |  |  |  |                   |
|               |                         |  |                        | Jindřich VII. Lucemburský |  |  |  |  |  |  |  |                   |
|               |                         |  |                        |                           |  |  |  |  |  |  |  |                   |
|               | Jan Lucemburský         |  |                        |                           |  |  |  |  |  |  |  |                   |
|               |                         |  |                        |                           |  |  |  |  |  |  |  |                   |
|               |                         |  |                        | Markéta Brabantská        |  |  |  |  |  |  |  |                   |
|               |                         |  |                        |                           |  |  |  |  |  |  |  |                   |
|               | Jitka Lucemburská       |  |                        |                           |  |  |  |  |  |  |  |                   |
|               |                         |  |                        |                           |  |  |  |  |  |  |  |                   |
|               |                         |  |                        | Václav II.                |  |  |  |  |  |  |  |                   |
|               |                         |  |                        |                           |  |  |  |  |  |  |  |                   |
|               | Eliška Přemyslovna      |  |                        |                           |  |  |  |  |  |  |  |                   |
|               |                         |  |                        |                           |  |  |  |  |  |  |  |                   |
|               |                         |  |                        | Guta Habsburská           |  |  |  |  |  |  |  |                   |
|               |                         |  |                        |                           |  |  |  |  |  |  |  |                   |
| Marie z Berry |                         |  |                        |                           |  |  |  |  |  |  |  |                   |
|               |                         |  |                        |                           |  |  |  |  |  |  |  |                   |
|               |                         |  | Gerald VI. z Armagnacu |                           |  |  |  |  |  |  |  |                   |
|               |                         |  |                        |                           |  |  |  |  |  |  |  |                   |
|               | Bernard VI. z Armagnacu |  |                        |                           |  |  |  |  |  |  |  |                   |
|               |                         |  |                        |                           |  |  |  |  |  |  |  |                   |
|               |                         |  |                        | Martha z Béarn            |  |  |  |  |  |  |  |                   |
|               |                         |  |                        |                           |  |  |  |  |  |  |  |                   |
|               | Jan I. z Armagnacu      |  |                        |                           |  |  |  |  |  |  |  |                   |
|               |                         |  |                        |                           |  |  |  |  |  |  |  |                   |
|               |                         |  |                        | Jindřich II. z Rodezu     |  |  |  |  |  |  |  |                   |
|               |                         |  |                        |                           |  |  |  |  |  |  |  |                   |
|               | Cecilie z Rodezu        |  |                        |                           |  |  |  |  |  |  |  |                   |
|               |                         |  |                        |                           |  |  |  |  |  |  |  |                   |
|               |                         |  |                        | Mascarose z Baux          |  |  |  |  |  |  |  |                   |
|               |                         |  |                        |                           |  |  |  |  |  |  |  |                   |
|               | Jana z Armagnacu        |  |                        |                           |  |  |  |  |  |  |  |                   |
|               |                         |  |                        |                           |  |  |  |  |  |  |  |                   |
|               |                         |  |                        | Robert z Clermontu        |  |  |  |  |  |  |  |                   |
|               |                         |  |                        |                           |  |  |  |  |  |  |  |                   |
|               | Jan z Clermontu         |  |                        |                           |  |  |  |  |  |  |  |                   |
|               |                         |  |                        |                           |  |  |  |  |  |  |  |                   |
|               |                         |  |                        | Beatrix Burgundská        |  |  |  |  |  |  |  |                   |
|               |                         |  |                        |                           |  |  |  |  |  |  |  |                   |
|               | Beatrix z Clermontu     |  |                        |                           |  |  |  |  |  |  |  |                   |
|               |                         |  |                        |                           |  |  |  |  |  |  |  |                   |
|               |                         |  |                        | Renaud II. z Dargies      |  |  |  |  |  |  |  |                   |
|               |                         |  |                        |                           |  |  |  |  |  |  |  |                   |
|               | Jana z Dargies          |  |                        |                           |  |  |  |  |  |  |  |                   |
|               |                         |  |                        |                           |  |  |  |  |  |  |  |                   |
|               |                         |  |                        | Anežka z Bruyeres         |  |  |  |  |  |  |  |                   |
|               |                         |  |                        |                           |  |  |  |  |  |  |  |                   |